# Actinodaphne trichocarpa
Actinodaphne trichocarpa C.K.Allen – gatunek rośliny z rodziny wawrzynowatych (Lauraceae Juss.). Występuje naturalnie w południowych Chinach – w prowincjach Kuejczou, Syczuan oraz w północno-wschodniej części Junnanu. 

## Morfologia
PokrójZimozielony krzew dorastający do 8 m wysokości. Młode pędy są silnie owłosione.
LiściePrawie okółkowe, zebrane po 3–5 przy końcu gałęzi. Mają kształt od podłużnego do lancetowatego. Mierzą 5–14 cm długości oraz 14–30 cm szerokości. Są mniej lub bardziej owłosione od spodu. Nasada liścia jest klinowa. Blaszka liściowa jest o ostrym wierzchołku. Ogonek liściowy jest silnie owłosiony i dorasta do 5–10 mm długości.
KwiatySą niepozorne, rozdzielnopłciowe, zebrane w baldachy, rozwijają się w kątach pędów.
OwoceMają kulisty kształt, osiągają 12–18 mm średnicy, są omszone, osadzone w dużych miseczkach.

## Biologia i ekologia
Roślina dwupienna. Rośnie w zaroślach. Występuje na wysokości od 1000 do 2600 m n.p.m. Kwitnie od marca do kwietnia, natomiast owoce dojrzewają od lipca do sierpnia.